# Base aérienne 203 Bordeaux-Cenon
La base aérienne 203 Bordeaux-Cenon « Lieutenant-colonel George Sarre » est une ancienne base de l'Armée de l'air française située à Cenon (Gironde), près de la ville de Bordeaux. Elle a été dissoute en juin 1998. Le site abrite aujourd'hui la direction zonale des CRS du Sud Ouest (Caserne Commandant Bernard Sagnette).

## Unités stationnés au moment de la fermeture
- Ensemble technique d'instruction spécialisée (ETIS)[1]
- Groupe de télécommunication (GT)[1]
- Gendarmerie de l'air (brigade de Gendarmerie de l'air jusqu'au 1er août 1996 (effectif 6) puis antenne de Gendarmerie de l'air (effectif 1).